# Коростиев, Виктор Петрович
Ви́ктор Петро́вич Корости́ев (род. 19 августа 1946, Зерноград, Ростовская область) — советский и российский лётчик-испытатель, заслуженный лётчик-испытатель Российской Федерации (1996), Герой Российской Федерации (2002), начальник Лётно-испытательного центра и заместитель генерального директора Лётно-исследовательского института имени М. М. Громова по лётным испытаниям.

## Биография

### Ранние годы
Виктор Коростиев родился 19 августа 1946 года в г. Зернограде Ростовской области. Окончил Зерноградскую среднюю школу № 2.

### Служба в ВВС СССР
В армии с августа 1964 года. В 1968 окончил Качинское высшее военное авиационное училище лётчиков. По окончании служил в этом училище лётчиком-инструктором.

### Работа в авиационной промышленности
В 1974 окончил Школу лётчиков-испытателей.
В 1974—1991 лётчик-испытатель Тбилисского авиазавода. С 1991 на лётно-испытательной работе в Лётно-исследовательском институте, с 1995 заместитель начальника Лётно-испытательного центра института по лётной части начальник комплекса. Провёл ряд испытательных работ на самолётах-истребителях и тяжёлых самолётах по тематике института.

### Семья
Коростиев живёт в г. Жуковском Московской области. У него есть сын Сергей, также лётчик-испытатель.

## Награды и звания
- Герой Российской Федерации (2002)[3]
- Заслуженный лётчик-испытатель Российской Федерации (1996)[3]
- Орден Почёта[4]